# Boggle
Boggle je besedna igra, ustvaril jo je Allan Turoff, licenco zanjo pa imata podjetji Parker Brothers in Hasbro. Igra se igra z igralnimi kockami, ki imajo na ploskvah črke.

## Pravila
Šestnajst kock s črkami se naključno premeša in postavi na igralno ploščo, nakar igralci iščejo besede na mreži velikosti 4x4. Čas je običajno omejen na tri minute, meri pa se s peščeno uro.
Cilj igre je najti in zapisati čim več besed s tremi ali več črkami. Besede morajo biti sestavljene iz sosednjih črk v katerikoli smeri, vodoravno, navpično ali diagonalno. Iste kocke (oz. črke) v besedi ne smemo uporabiti dvakrat.
Dovoljene besede so običajno besede iz Slovarja slovenskega knjižnega jezika - v kateremkoli številu (ednini, dvojini, množini) in kateremkoli času. Lastna imena niso dovoljena.
Besede so točkovane glede na dolžino:
| Dolžina | Točk |
| ------- | ---- |
| 3       | 1    |
| 4       | 1    |
| 5       | 2    |
| 6       | 3    |
| 7       | 5    |
| 8+      | 11   |

V igri v angleškem jeziku črka Q ni samostojna pač pa ima kocko s kombinacijo Qu, saj  v angleščini črki Q praktično vedno sledi U. Posledično so kljub 16 kockam (vsaj teoretično) sestavljive tudi besed s sedemnajstimi črkami: inconsequentially, quadricentennials in sesquicentennials.
Igra obstaja tudi v različici z mrežo 5x5, pa tudi v elektronski in spletni različici.
Za razliko od igre Scrabble ne obstajajo mednarodna tekmovanja in združenja.
V slovenščini obstaja poleg originalne igre tudi praktično enaka igra z imenom Goflja. Točkovanje je nekoliko drugačn: 3 črke - 1 točka, 4 črke - 3 točke, 5 črk - 6 točk, 6 črk - 10 točk, 7 ali več črk - 15 točk.

## Razpored črk v slovenski različici
|          | 1 | 2 | 3 | 4 | 5 | 6 |
| -------- | - | - | - | - | - | - |
| kocka 1  | A | D | J | O | P | T |
| kocka 2  | A | C | I | R | U | Z |
| kocka 3  | E | F | N | O | V | Ž |
| kocka 4  | B | E | O | R | S | Ž |
| kocka 5  | A | E | L | M | S | Š |
| kocka 6  | A | E | K | L | O | V |
| kocka 7  | A | B | E | K | R | V |
| kocka 8  | A | B | H | J | N | U |
| kocka 9  | C | E | G | I | M | T |
| kocka 10 | Č | D | I | M | O | Z |
| kocka 11 | A | D | F | L | O | S |
| kocka 12 | A | C | E | N | P | U |
| kocka 13 | Č | E | I | N | P | T |
| kocka 14 | C | E | H | I | M | U |
| kocka 15 | A | B | E | G | L | S |
| kocka 16 | A | I | K | R | Š | V |